# Bogarra
Bogarra – gmina w Hiszpanii, w prowincji Albacete, w Kastylii-La Mancha, o powierzchni 166,01 km². W 2011 roku gmina liczyła 996 mieszkańców.